# Koerierster

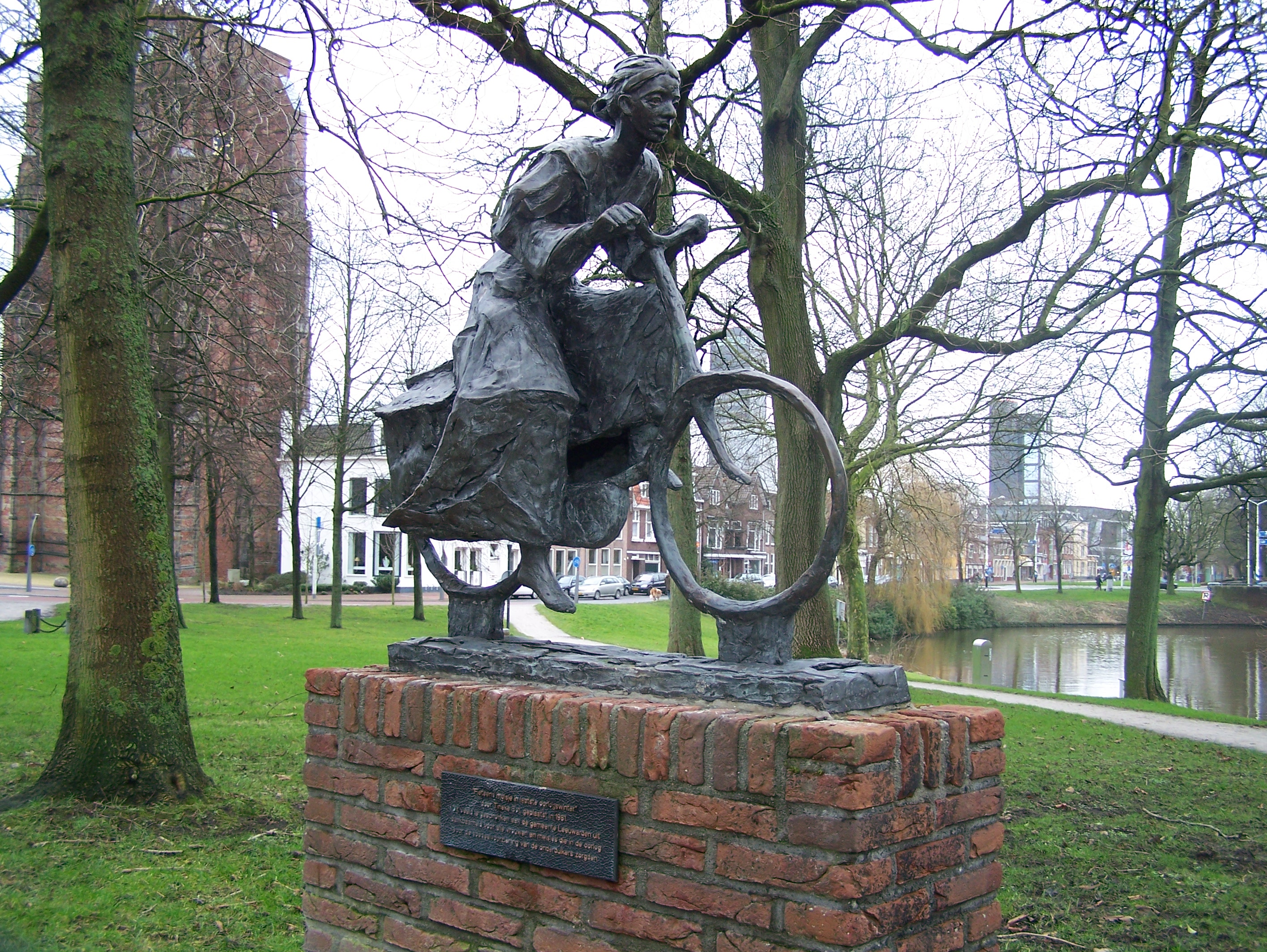
Tineke Bot: De koerierster, in de Prinsentuin in Leeuwarden

Een koerierster is een vrouwelijke koerier, maar tijdens de Tweede Wereldoorlog kreeg het woord een specifieke bijbetekenis als 'postbode van het verzet'. In die periode werden koeriersdiensten voor het verzet vooral door jonge vrouwen uitgevoerd. Zij konden zich makkelijker bewegen en verplaatsen dan jonge mannen, die immers bij elke straathoek konden worden opgepakt. De koeriersters werkten in alle delen van het land en in alle geledingen.
Veel grotere organisaties hadden hun eigen koeriersdiensten. Voor de illegale kranten was een distributie-apparaat van levensbelang. Daarnaast wisselden de koeriersters onder meer distributiebonnen, valse identiteitsbewijzen, radioapparatuur en wapens uit.

## Bekende koeriersters
- Anneke (A.G.J.H. de Jong-) Bartels, marva, koerierster en codiste
- Henny van Batenburg-Jansen
- Nina Baumgarten
- Tiny Boosman-van Delft
- Willemiena Bouwman, voor Trouw
- Lenie Dicke
- Mary van den Dries-Wiedemann
- Esmée van Eeghen, schuilnaam 'Elly' of 'Sjoerdje'
- Femy Efftink
- Henny Fokkens
- Carla Gastkemper
- Johanna (Jopie) Gnirrep-Harthoorn voor Pam Pooters en Daan Goulooze, had een geheime zender in huis
- Joukje Grandia-Smits, schuilnaam 'Clara'
- Annick van Hardeveld
- Annie van Harten
- Anna Lina Hemrika
- Petertje van den Hengel
- Grada van Horen
- Ina Boekbinder
- Willemijn van Gurp
- Kiky Heinsius
- Anda Kerkhoven
- Ada van Keulen
- Marga Klompé
- Diet Kloos-Barendregt
- Dinie Kok voor Hennie Fleurke[1]
- Nanny Koetsier, voor Trouw
- Celina Johanna Kuijper, schuilnaam 'Thea'
- Jobs van Laar
- Hannie van Leeuwen
- Otti Lim
- Nel Lind, schuilnaam 'Suze de Wit'
- Lenie Mostert
- Tiny Mulder, schuilnaam 'Zwarte Tiny'
- Loulou Oderkerk, voor Trouw
- Selma van de Perre
- Sien Post van Amstelveen naar Diemen
- Mientje Proost
- Jannie Raak
- Marianne van Raamsdonk
- Tankie Roelofs-Leppink, voor Trouw
- Jet Roosenburg
- Adeline Salomé-Finkelstein
- Volie Schermer-De Jong, Knokploeg Sneek
- Hermina Schreurs
- Truus Solleveld
- Mieke Steensma
- Puck Stoffels
- Julie van der Steur
- Cis Suijs
- Hetty van der Togt
- Betty Trompetter, schuilnaam 'Tineke' of 'Gon van der Laan'
- Nel Wateler, voor Groep 2000
- Kek Yzerdraat
- Anje Zwerver

De namen van veel koeriersters zijn onbekend.